# Pentraeth
Pentraeth è un villaggio dell'isola dell'Anglesey (Ynys Môn), nel Galles del nord. Si trova nei pressi di Traeth Coch (una baia) ed è attraversato dal piccolo fiume Afon Nodwydd. L'antico nome del villaggio era Llanfair Betws Geraint. Nel 1170 vi si svolse una battaglia quando Hywel ab Owain Gwynedd giunse con un esercito raccolto in Irlanda con l'intento di reclamare una parte del regno del Gwynedd dopo la morte del padre Owain Gwynedd, ma fu sconfitto e ucciso dai suoi fratellastri Dafydd e Rhodri.
Nel 1859, Charles Dickens si fermò qui durante un suo viaggio come giornalista per The Times. Il villaggio ha una squadra di calcio, il Pentraeth F.C., che gioca nell'Anglesey League e che ha vinto la Megan Cup 2005/06.